# Margarita López Portillo
Margarita López Portillo i Pacheco (1914, Guadalajara, Jalisco - 8, Mèxic D. F.) va ser una novel·lista i política mexicana. Era germana del president José López Portillo (1920-2004).

## Orígens
López Portillo va néixer a la Ciutat de Guadalajara, en el si d'una família de polítics i intel·lectuals, d'avantpassats paterns procedenys de la petita localitat espanyola de Caparroso, Navarra. El seu avi, José López Portillo y Rojas, es va distingir com a escriptor en el segle xix, va ser membre de la Acadèmia Mexicana de la Llengua i diputat, senador, governador de l'estat de Jalisco, i ministre durant el Porfiriato i el període colpista de Victoriano Huerta. El seu pare, José López Portillo y Weber (de qui va seguir en la seva joventut el consell de no buscar el poder, perquè pensava que "Els defectes d'un home honrat són les qualitats d'un polític") es va dedicar als camps de la milícia, la història i les lletres, i es va casar amb Refugio Pacheco y Vila-Gordoa.

## Gestió de mitjans
Durant la gestió del seu germà, es va crear un comitè de seguiment de televisió: la Comissió de Radio, Televisión i Cinematografía (RTC), equivalent mexicà del CSA de França. Es va convertir així en una quasi-presidenta, prenent el control de la televisió pública, del cinema mexicà i de la majoria dels mitjans de comunicació. També va ser directora de la cadena de televisió Canal 13 durant dos anys. Aquests nomenaments van ser controvertits i àmpliament criticats, caracteritzant-se per mancar d'un projecte definit i, particularment, per donar més importància a la imatge del seu germà com a president, que al progrés de la indústria cinematogràfica.

## Filmografia
- 1965 — Maximiliano y Carlota, d'Ernesto Alonso (sèrie de TV): guió
- 1980 — Estampas de Sor Juana, de Jorge Durán Chavez: adaptació de la seva novel·la
- 1985 — Toña machetes, de Raúl Araiza: adaptació de la seva novel·la

## Distincions
- 1980 — Doctora Honoris Causa per la Universidad Autónoma del Estado de Morelos[6]